# Казаков, Руслан Вячеславович
Русла́н Вячесла́вович Казако́в (3 октября 1980, хутор Нагольный, Котельниковский район, Волгоградская область, РСФСР, СССР — 18 марта 2014, Симферополь, Крым, Украина) — российский военный, участвовал во Второй чеченской войне и аннексии Крыма Россией. Погиб при штурме 13-го фотометрического центра ВСУ в Симферополе.

## Биография

### Служба в РФ
Руслан Вячеславович Казаков родился 3 октября 1980 в хуторе Нагольном Котельниковского района Волгоградской области, где всю жизнь проживали и работали его родители (Вячеслав Иванович и Раиса Афанасьевна). Учился в Нагольненской средней общеобразовательной школе. Служил в погранвойсках на территории Дагестана в 1998—2000 годах, участвовал во Второй чеченской войне.
Со слов сослуживца, в 2000 году Руслан продолжил службу по контракту в Чечне, в комендатуре Октябрьского района города Грозный. Он неоднократно выезжал в служебные командировки, занимаясь борьбой против бандформирований и несдавшихся боевиков ЧРИ. В декабре 2002 года участвовал в боях в Алхазурово и Комсомольском, уничтожив 6 боевиков во главе с алжирским наёмником Мохаммедом Каддуром. В августе 2003 года в составе Октябрьской роты подполковника Марата Гарипова был переброшен в село Ушкалой (Итум-Калинский район). В сёлах Ушкалой и Бугарой отрядом Руслана были задержаны или уничтожены многие боевики из бандгруппы Тархана Газиева: поводом для очередной зачистки стало убийство главы старшейны в селе Бугарой 82-летнего Хумида Висатова.
Руслан Казаков уволился в запас в 2006 году, после чего вступил в казачье общество «Станица Пластунская» Всевеликого войска Донского, активно занимался спортом. Работал в милиции до 2010 года, а затем в ЧОП «Альфа-М».

### Аннексия Крыма Россией
16 марта 2014 года Руслан прибыл в Симферополь в составе группы из 35 нереестровых казаков для обеспечения безопасности во время референдума о статусе Крыма. 18 марта Руслан осуществлял патрулирование в районе медицинских складов на пересечении проспекта Победы и Кубанской улицы, когда его направили вести переговоры с одной из топографических частей ВСУ. По состоянию на 18 марта, часть уже несколько дней была блокирована российскими силами. Российские снайперы заняли позиции в окнах домов вокруг центра. На крыше дома рядом с фотограмметрическим центром находились неизвестные автоматчики в масках. Штурмом, по некоторым данным, руководил Игорь Гиркин.
Возникла короткая перестрелка, во время которой сослуживец Казакова, рядовой Александр Юкало из 10-й казачьей роты, был ранен (позднее раненого спасли врачи 6-й городской больницы). Во время штурма с украинской стороны погиб прапорщик ВСУ Сергей Кокурин, который был на наблюдательной вышке автопарка. В него попало две пули калибра 5,45 мм из автомата АК-74. Ещё один военнослужащий, капитан Валентин Федун, был тяжело ранен. Ещё один украинский военнослужащий получил тяжелые травмы головы и ног от ударов арматурой.
За штурмом последовал захват парка, расположенного на территории базы и украинского командного центра. По словам гражданских лиц и журналистов на месте происшествия, в нападении участвовало в общей сложности 15 солдат без опознавательных знаков, вооруженных дробовиками и АК-74, которых поддерживали две военные машины с российским флагом.
Российские СМИ начали распространять фейк о том, что Кокурин был убит "майдановским" снайпером с целью разжечь противостояние. Присутствовавшие на месте украинские военные опровергают эту версию. Согласно их свидетельствам, нападавшие ворвались на территорию украинской воинской части, вели хаотичный огонь из автоматического оружия и обстреляли наблюдательную вышку. Согласно заключению о смерти, "Кокурин был убит двумя пулями автомата калибра 5,45 мм, выпущенными снизу вверх", то есть стрелял не снайпер, а один из бойцов отряда Гиркина.
24 марта Руслан Казаков был похоронен с воинскими почестями в родном хуторе. На его могиле был установлен памятник.

### Память
За участие в боевых действиях Руслан Казаков был награждён медалями «За отвагу», «За воинскую доблесть» 2 степени, «За боевое содружество», медалями Суворова и Жукова. Посмертно указом президента Российской Федерации от 30 апреля 2014 года награждён Орденом Мужества. 2 марта 2014 года семье Руслана Казакова вручена медаль «За возвращение Крыма», которой посмертно был награждён Руслан. За мужество, героизм и храбрость, проявленные при исполнении служебного долга, посмертно был награждён орденом «За верность долгу», медалью «За защиту Крыма» и медалью «За освобождение Крыма и Севастополя». Ряд общественных организаций обратились с просьбой присвоить Руслану Казакову звание Героя России.
В хуторе Нагольном Котельниковского района на территории Нагольненской средней школы, где учился Руслан Казаков, установлена мемориальная доска в его честь; на мемориале «Воинам-землякам, погибшим в горячих точках» установлена плита с фотографией Руслана и годами жизни. Памятные мероприятия в честь Руслана Казакова ежегодно проводятся на хуторе.

### Семья
Супруга — Татьяна, двое детей (2009 и 2013). Дядя Руслана — заместитель главы администрации Наголенского сельского поселения.